# Валі-ду-Акрі (мезорегіон)

Валі-ду-Акрі на карті штату Акрі

Валі-ду-Акрі (порт. Mesorregião do Vale do Acre) — адміністративно-статистичний мезорегіон в Бразилії, входить в штат Акрі. Населення становить 0,48 млн осіб на 2006 рік. Займає площу 77 615,971 км². Густота населення — 6,3 чол./км². На півдні і заході межує з Перу, на південному сході з Болівією.
Територія мезорегіона відійшла до Бразилії за договором від 17 листопада 1903 року.

## Склад мезорегіону
В мезорегіон входять наступні мікрорегіони:
1. Бразілея
2. Ріу-Бранку
3. Сена-Мадурейра